# Исии, Маки
Маки Исии (яп. 石井眞木, 28 мая 1936, Токио – 8 апреля 2003, там же) — японский композитор.

## Биография
Сын танцора Баку Исии и брат композитора Кана Исии. В 1952—1958 годы учился в частном порядке у Акиры Ифукубе и Томодзиро Икеноути, после чего уехал в ФРГ, где с 1958 по 1961 год был студентом Hochschule der Künste Berlin. Его учителями были Борис Блахер и Йозеф Руфер. Участвовал в Internationale Ferienkurse für Neue Musik в Дармштадте. После возвращения в Японию стал одним из пионеров авангардной музыки в этой стране. В 1973 году основал группу Tokk Ensemble, с которой выступал во многих концертных турах.
В своём творчестве соединил западные и японские музыкальные традиции. Создавал оркестровые произведения, в частности Expression для струнного оркестра (1967), Kyō-ō для фортепиано, оркестра и магнитофонной ленты (1968), Kyō-sō для ударных и оркестра (1969), а также камерную музыку, в частности Nucleus для бивы, арфы, сякухати и флейты (1973) и Anime amare для арфы, ударных инструментов и магнитофонной ленты (1974).